# 四川天府乐高乐园
四川天府乐高乐园，是位于中国四川省天府新区眉山片区视高街道南桥社区的乐高乐园。该项目于2020年6月8日开工，计划于2025年正式开业，为中国首座乐高乐园，也是全球第9座乐高乐园。由英国默林娱乐集团运营。度假区占地面积365亩，总建筑面积159,000平方米，总投资约30亿元人民币。

## 项目组成
四川乐高乐园项目分为陆乐园、水乐园、体验式消费3大区域，包括乐高工厂、积木世界、海盗岸、迷你世界、乐高城堡、恐龙岛、乐高城市、乐高朋友、乐高幻影忍者、乐高水乐园10大乐高主题板块。